# Elezioni parlamentari in Islanda del 1983
Le elezioni parlamentari in Islanda del 1983 si tennero il 23 aprile per il rinnovo di entrambe le camere dell'Althing. In seguito all'esito elettorale, Steingrímur Hermannsson, espressione del Partito Progressista, divenne Primo ministro.

## Risultati
| Liste                     | Voti    | %     | Seggi        | Seggi       |
| Liste                     | Voti    | %     | Camera bassa | Camera alta |
| ------------------------- | ------- | ----- | ------------ | ----------- |
| Partito dell'Indipendenza | 50.251  | 38,67 | 15           | 8           |
| Partito Progressista      | 24.754  | 19,05 | 10           | 4           |
| Alleanza Popolare         | 22.490  | 17,31 | 7            | 3           |
| Partito Socialdemocratico | 15.214  | 11,71 | 4            | 2           |
| Alleanza Socialista       | 9.489   | 7,30  | 2            | 2           |
| Lista delle Donne         | 7.125   | 5,48  | 2            | 1           |
| Altri                     | 639     | 0,49  | -            | -           |
| Totale                    | 129.962 |       | 40           | 20          |